# Cantón de Montesquieu-Volvestre
El cantón de Montesquieu-Volvestre era una división administrativa francesa que estaba situada en el departamento de Alto Garona y la región de Mediodía-Pirineos.

## Composición
El cantón estaba formado por diez comunas:
- Canens
- Castagnac
- Gouzens
- Lahitère
- Lapeyrère
- Latour
- Massabrac
- Montbrun-Bocage
- Montesquieu-Volvestre
- Saint-Christaud

## Supresión del cantón de Montesquieu-Volvestre
En aplicación del Decreto n.º 2014-152 de 13 de febrero de 2014, el cantón de Montesquieu-Volvestre fue suprimido el 22 de marzo de 2015 y sus 10 comunas pasaron a formar parte del nuevo cantón de Auterive.